# Tavares Bastos

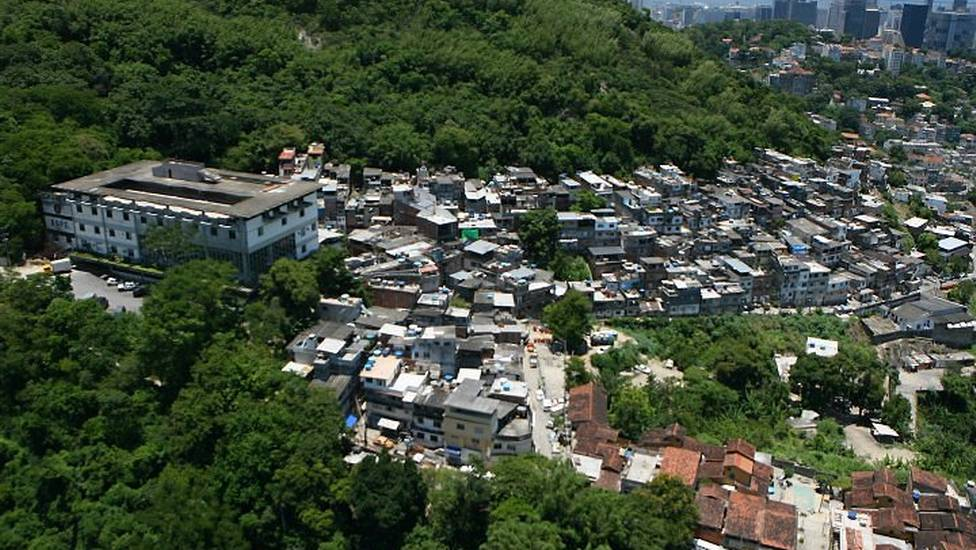
Vista aerea di Tavares Bastos

Tavares Bastos è una favela di Catete quartiere di Rio de Janeiro in Brasile. Fu chiamato così in onore del politico brasiliano Aureliano Cândido Tavares Bastos. La via d'accesso principale è Rua Tavares Bastos.
La favela è l'unica della città ad essere riuscita a ridurre il traffico di droga e le attività della polizia grazie alla presenza del quartier generale dei Batalhão de Operações Policiais Especiais, l'unità speciale di polizia del Polizia militare dello stato di Rio de Janeiro.

## Cultura di massa
In questa favela, sono stati girati molti film tra cui Tropa de Elite - Gli squadroni della morte, Última Parada 174 e L'incredibile Hulk..
Anche il video musicale di Snoop Dogg e Pharrell Williams "Beautiful" e quello di Takagi & Ketra, Giusy Ferreri e Sean Kingston "Amore e Capoeira".